# Microporella ampla
Microporella ampla är en mossdjursart som beskrevs av Ferdinand Canu och Ray Smith Bassler 1928. Microporella ampla ingår i släktet Microporella och familjen Microporellidae.
Artens utbredningsområde är Mexikanska golfen. Inga underarter finns listade i Catalogue of Life.